# Monocytopoeza
Monocytopoeza – do makrofagów zaliczane są duże komórki żerne występujące w tkankach, w tym również w szpiku kostnym czerwonym. Komórki te powstają z monocytów krążących we krwi – będących końcową fazą procesu monocytopoezy. Monocyty wywodzą się ze wspólnej dla granulocytów i monocytów macierzystej komórki – CFU-GM, a ta różnicuje się w ukierunkowaną dla monocytów – CFU-M. W czasie proliferacji, różnicowania i dojrzewania makrofagów/monocytów dochodzi do ekspresji cząsteczki różnicującej CD14. Dzięki tej cząsteczce różnicującej w błonie komórkowej można dokładnie odróżnić monocyty od innych komórek znajdujących się we krwi obwodowej, szczególnie od dużych limfocytów, które pod względem morfologicznym mogą się nie różnić od monocytów.
Komórki CFU-M proliferują, różnicują się i dojrzewają, przechodząc kolejno etapy: monoblastów, promonocytów i monocytów. Procesy te trwają łącznie od 1 do 3 dni i kończą się przejściem monocytów ze szpiku do krwi krążącej. Monocyty nie tworzą puli rezerwy szpikowej, lecz po zakończeniu dojrzewania przechodzą do krwi krążącej. Czynnikiem pobudzającym komórki macierzyste CFU-M jest czynnik wzrostowy granulocytów i makrofagów (CSF-GM) działający wspólnie z czynnikiem wzrostowym makrofagów (CSF-M), lub też interleukina 6 (IL-6) wraz z CSF-M.